# V Lucerně
Záznam koncertů V Lucerně (2009) vydal na CD+DVD Jarek Nohavica.
Jaromír Nohavica odehrál v úterý 15. dubna 2009 první ze tří vyprodaných koncertů v pražské Lucerně. Polovina skladeb pochází z předchozího (koncertního) řadového alba Ikarus (2008). Formát CD+DVD je podobně koncipován jako titul Doma (2006).

## Seznam skladeb
Autorem hudby a textů písní je Jaromír Nohavica. Spoluautorem písně Já tam byl (15) je Pio Squad; hudba k písni Ona je na mě zlá (10) je od Ludwiga van Beethovena.
| Pořadí | Název                          | Délka |
| ------ | ------------------------------ | ----- |
| 1.     | Dlouhá tenká struna            | 3:36  |
| 2.     | Mávátka                        | 3:03  |
| 3.     | Na jedné lodi plujem           | 2:48  |
| 4.     | Ostravian Pie                  | 2:29  |
| 5.     | Ty ptáš se mě                  | 3:56  |
| 6.     | Samuraj                        | 2:30  |
| 7.     | Potulní kejklíři               | 4:13  |
| 8.     | Jeruzalém                      | 3:05  |
| 9.     | Ježíšek                        | 2:49  |
| 10.    | Ona je na mě zlá               | 1:58  |
| 11.    | Plebs blues                    | 3:42  |
| 12.    | Hvězda                         | 2:54  |
| 13.    | Prošel jsem hlubokým lesem     | 2:19  |
| 14.    | Do dne a do roka               | 3:46  |
| 15.    | Já tam byl                     | 3:32  |
| 16.    | Jako jelen, když vodu chce pít | 3:17  |
| 17.    | Velká voda                     | 3:53  |
| 18.    | Pro Martinu                    | 3:43  |
| 19.    | Las Vegas                      | 4:27  |
| 20.    | Ikarus                         | 2:27  |
| 21.    | Dál se háže kamením a píská    | 4:12  |
| 22.    | Já si to pamatuju              | 4:32  |
| 23.    | Sloní hřbitovy                 | 2:05  |
| 24.    | Mám jizvu na rtu               | 4:19  |

DVD obsahuje navíc bonusy (Ze zákulisí, Příběh Jizvy na rtu) a fotogalerii.

## Obsazení
- Jaromír Nohavica – zpěv, kytara, heligonka

Hosté
- Dalibor Cidlinský jr. – klavír
- Michal Žáček – flétna, soprán saxofon
- Pio Squad